# Lalas Abubakar
Lalas Abubakar (Kumasi, 1994. december 25. –) ghánai labdarúgó, az amerikai Colorado Rapids hátvédje.

## Pályafutása
Abubakar a ghánai Kumasi városában született.
2015-ben mutatkozott be az amerikai Charlotte Eagles felnőtt keretében. 2016-ban a Michigan Buckshoz, majd 2017-ben az első osztályú Columbus Crew-hoz igazolt. A 2017-es szezonban a Pittsburgh Riverhounds, míg a 2019-es szezonban a Colorado Rapids csapatát erősítette kölcsönben. 2019. november 20-án szerződést kötött a Colorado Rapids együttesével. Először a 2020. február 29-ei, DC United ellen 2–1-re megnyert mérkőzésen lépett pályára. Első gólját 2020. szeptember 10-ei, Houston Dynamo ellen hazai pályán 1–1-es döntetlennel zárult találkozón szerezte meg.

## Statisztikák
2023. június 11. szerint
| Klub                         | Szezon   | Osztály  | Bajnokság | Bajnokság | Kupa  | Kupa | Nemzetközi | Nemzetközi | Összesen | Összesen |
| Klub                         | Szezon   | Osztály  | Meccs     | Gól       | Meccs | Gól  | Meccs      | Gól        | Meccs    | Gól      |
| ---------------------------- | -------- | -------- | --------- | --------- | ----- | ---- | ---------- | ---------- | -------- | -------- |
| Columbus Crew                | 2017     | MLS      | 10        | 1         | 0     | 0    | —          | —          | 10       | 1        |
| Columbus Crew                | 2018     | MLS      | 24        | 1         | 1     | 0    | —          | —          | 25       | 1        |
| Columbus Crew                | 2019     | MLS      | 1         | 0         | 0     | 0    | —          | —          | 1        | 0        |
| Columbus Crew                | Összesen | Összesen | 35        | 2         | 1     | 0    | 0          | 0          | 36       | 2        |
| Colorado Rapids (kölcsönben) | 2019     | MLS      | 22        | 0         | 1     | 0    | —          | —          | 23       | 0        |
| Colorado Rapids              | 2020     | MLS      | 18        | 1         | 0     | 0    | —          | —          | 18       | 1        |
| Colorado Rapids              | 2021     | MLS      | 25        | 2         | 0     | 0    | —          | —          | 25       | 2        |
| Colorado Rapids              | 2022     | MLS      | 32        | 4         | 0     | 0    | 2          | 0          | 34       | 4        |
| Colorado Rapids              | 2023     | MLS      | 18        | 2         | 2     | 0    | —          | —          | 20       | 2        |
| Colorado Rapids              | Összesen | Összesen | 115       | 9         | 3     | 0    | 2          | 0          | 120      | 9        |
| Összesen                     | Összesen | Összesen | 150       | 11        | 4     | 0    | 2          | 0          | 156      | 11       |